# Algerische Fußballnationalmannschaft/Olympische Spiele
Die algerische Fußballnationalmannschaft nahm erstmals an der Qualifikation für die Olympischen Spiele 1968 teil und konnte sich erstmals für die Olympischen Spiele 1980 in Moskau qualifizieren und dort immerhin das Viertelfinale erreichen. Spieler dieser Mannschaft nahmen dann auch zwei Jahre später an der WM in Spanien teil, wo sie im ersten Spiel gegen Europameister Deutschland überraschend mit 2:1 gewannen und nur durch den Nichtangriffspakt von Gijón die zweite Runde verpassten. Danach gelang erst wieder die Qualifikation 2015 für die im folgenden Jahr stattfindenden Spiele in Rio de Janeiro. Bis 1988 bestritt die A-Nationalmannschaft die Qualifikationsspiele zu den Olympischen Spielen. Seit den Spielen 2012 läuft die Qualifikation über die afrikanische U-23-Meisterschaft.

## Ergebnisse bei Olympischen Spielen

### 1968
- Für die Olympischen Spiele 1968 hatte Algerien erstmals eine Mannschaft gemeldet, die in der Qualifikation erst in der zweiten Runde eingreifen musste:
  - 12. November 1967: Libyen – Algerien 1:2
  - 26. November 1967: Algerien – Libyen 1:1
  - 26. Juni 1968: Guinea – Algerien 3:2
  - 30. Juni 1968: Algerien – Guinea 2:2 – Algerien ausgeschieden

### 1972
- Olympia-Qualifikation:
  - 14. März 1971: Mali – Algerien 1:0
  - 11. April 1971: Algerien – Mali 2:2 n. V. – Algerien ausgeschieden

### 1976
- Olympia-Qualifikation:
  - 11. Mai 1975: Algerien – Tunesien 1:1
  - 1. Juni 1975: Tunesien – Algerien 2:1 – Algerien ausgeschieden

### 1980
- Olympia-Qualifikation:
  - 1. Runde:
    - 6. April 1979: Algerien – Mali 1:0
    - 22. April 1979: Mali – Algerien 1:0 n. V.; 2:4 i. E.

  - 2. Runde:
    - 9. Dezember 1979: Algerien – Marokko 5:1
    - 21. Dezember 1979: Marokko – Algerien 0:3

  - 3. Runde:
    - Algerien – Libyen – Libyen zurückgezogen

Damit war Algerien erstmals für die Olympischen Spiele qualifiziert und schloss sich als einzige der drei qualifizierten afrikanischen Mannschaften nicht dem Olympiaboykott wegen der Sowjetischen Intervention in Afghanistan an.
- Olympische Spiele in Moskau:
  - Vorrunde:
    - 20. Juli 1980: Algerien – Syrien 3:0 (in Minsk)
    - 22. Juli 1980: DDR – Algerien 1:0 (in Kiew)
    - 24. Juli 1980: Spanien – Algerien 1:1 (in Minsk) – Algerien als Gruppenzweiter für die K.-o.-Runde qualifiziert

  - K.-o.-Runde:
    - 27. Juli 1980, Viertelfinale: Jugoslawien – Algerien 3:0 (in Minsk)

### 1984
- Olympia-Qualifikation:
  - 1. Runde:
    - 28. Mai 1983: Uganda – Algerien 4:1 (in Kampala)
    - 10. Juni 1983: Algerien – Uganda 3:0 (in Algier) – Algerien aufgrund der Auswärtstorregel eine Runde weiter

  - 2. Runde:
    - 14. Oktober 1983: Libyen – Algerien 2:1 (in Tripolis)
    - 28. Oktober 1983: Algerien – Libyen 2:0 (in Algier)

  - 2. Runde:
    - 6. Januar 1984: Algerien – Ägypten 1:1 (in Algier)
    - 17. Februar 1984: Ägypten – Algerien 1:0 (in Kairo) – Algerien ausgeschieden

### 1988
- Olympia-Qualifikation:
  - 1. Runde:
    - 28. Juni 1987 Sudan – Algerien 1:1 (in Khartum)
    - 10. Juli 1987 Algerien – Sudan 3:1 n. V. (in Annaba)

  - 2. Runde:
    - Algerien – Libyen – Libyen zurückgezogen

  - 3. Runde:
    - 15. Januar 1988 Algerien – Nigeria 1:0 (in Annaba)
    - 30. Januar 1988 Nigeria – Algerien 2:0 n. V. (in Enugu) – Algerien ausgeschieden

### 1992
- Olympia-Qualifikation:
  - 2. Runde:
    - Algerien – Sierra Leone 0:0
    - Sierra Leone – Algerien 1:0 – Algerien ausgeschieden

### 1996
- Olympia-Qualifikation:
  - 1. Runde:
    - 14. April 1995: Algerien – Guinea 1:1
    - 30. April 1995: Guinea – Algerien 2:0 – Algerien ausgeschieden

### 2000
- Olympia-Qualifikation:
  - 1. Runde:
    - 13. Juni 1999: Algerien – Elfenbeinküste 1:3
    - 27. Juni 1999: Elfenbeinküste – Algerien 1:1 – Algerien ausgeschieden

### 2004
- Olympia-Qualifikation:
  - 1. Runde:
    - 14. Juni 2003: Algerien – Tschad 5:0
    - 29. Juni 2003: Tschad – Algerien nicht ausgetragen, da der Tschad zurückzog

  - 2. Runde als Gruppenphase:
    - 24. Oktober 2003: Algerien – Sambia 1:0
    - 20. Dezember 2003: Südafrika – Algerien 4:1
    - 2. Januar 2004: Algerien – Ghana 1:0
    - 22. Februar 2004: Ghana – Algerien 2:0
    - 13. März 2004: Sambia – Algerien 4:2
    - 26. März 2004: Algerien – Südafrika 0:1 – Algerien als Gruppenletzter ausgeschieden

### 2008
- Olympia-Qualifikation:
  - 1. Runde:
    - 7. Februar 2007: Algerien – Äthiopien 1:3 (in Algier)
    - 25. März 2007: Äthiopien – Algerien 1:1 (in Addis Abeba) – Algerien ausgeschieden

### 2012
- Olympia-Qualifikation über die erstmals ausgetragene afrikanische U-23-Meisterschaft:
  - 1. Runde
    - 26. März 2011: Algerien U-23 – Madagaskar U-23 3:0 (in Algier)
    - 10. April 2011: Madagaskar U-23 – Algerien U-23 0:1 (in Antananarivo)

  - 2. Runde:
    - 3. Juni 2011: Algerien U-23 – Sambia U-23 3:0 (in Algier)
    - 18. Juni 2011: Sambia U-23 – Algerien U-23 2:0 (in Chingola)

  - Finalturnier in Marokko:
    - Vorrunde:
      - 26. November 2011: Algerien U-23 – Senegal U-23 1:0 (in Tanger)
      - 29. November 2011: Marokko U-23 – Algerien U-23 1:0 (in Tanger)
      - 2. Dezember 2011: Nigeria U-23 – Algerien U-23 4:1 (in Marrakesch) – Algerien als Gruppenletzter ausgeschieden

### 2016
- Olympia-Qualifikation über die afrikanische U-23-Meisterschaft:
  - 3. Runde:
    - 19. Juli 2015: Algerien U-23 – Sierra Leone U-23 2:0 (in Blida)
    - 25. Juli 2015: Sierra Leone U-23 – Algerien U-23 0:0 (in Blida[1])

  - Finalturnier im Senegal:
    - Vorrunde:
      - 29. November 2015: Ägypten U-23 – Algerien U-23 1:1 (in M’bour)
      - 2. Dezember 2015: Algerien U-23 – Mali U-23 2:0 (in M’bour)
      - 5. Dezember 2015: Algerien U-23 – Nigeria U-23 0:0 (in Dakar) – Algerien als Gruppensieger für die K.-o.-Runde qualifiziert.

    - K.-o.-Runde:
      - 9. Dezember 2015, Halbfinale: Algerien U-23 – Südafrika U-23 2:0 (in Dakar)

Algerien für die Olympischen Spiele in Rio de Janeiro qualifiziert.

#### Kader
Spielberechtigt sind Spieler, die nach dem 31. Dezember 1993 geboren wurden sowie drei ältere Spieler. Als ältere Spieler wurden Sofiane Bendebka, Baghdad Bounedjah und Abdelghani Demmou nominiert. Zwei Spieler haben bereits A-Länderspiele bestritten.
| Nr.        | Spieler                       | Geburtsdatum | Verein              | A-Länder- spiele | A-Länder- spieltore | OS-Spiele |
| Tor        | Tor                           | Tor          | Tor                 | Tor              | Tor                 | Tor       |
| ---------- | ----------------------------- | ------------ | ------------------- | ---------------- | ------------------- | --------- |
| 1          | Abdelkader Salhi              | 19.03.1993   | CR Belouizdad       | 0                | 0                   |           |
| 16         | Farid Chaâl                   | 03.07.1994   | USM El Harrach      | 0                | 0                   |           |
| Abwehr     |                               |              |                     |                  |                     |           |
| 2          | Miloud Rebiai                 | 12.12.1993   | ES Sétif            | 0                | 0                   |           |
| 3          | Ayoub Abdellaoui              | 16.02.1993   | USM Algier          | 0                | 0                   |           |
| 4          | Abdelghani Demmou             | 29.01.1989   | MC Alger            | 0                | 0                   |           |
| 3          | Ryad Kenniche                 | 30.04.1993   | ES Sétif            | 0                | 0                   |           |
| 15         | Houari Ferhani                | 11.02.1993   | JS Kabylie          | 0                | 0                   |           |
| Mittelfeld |                               |              |                     |                  |                     |           |
| 14         | Mohamed Benkhemassa           | 28.06.1993   | USM Algier          | 0                | 0                   |           |
| 8          | Haris Belkebla                | 28.01.1994   | FC Tours            | 0                | 0                   |           |
| 12         | Abdelraouf Benguit            | 05.04.1996   | USM Algier          | 0                | 0                   |           |
| 14         | Sofiane Bendebka              | 09.08.1992   | NA Hussein Dey      | 1                | 0                   |           |
| 18         | Rachid Aït Atmane             | 04.02.1993   | Sporting Gijón      | 0                | 0                   |           |
| 17         | Zakaria Draoui                | 20.02.1994   | CR Belouizdad       | 0                | 0                   |           |
| Angriff    |                               |              |                     |                  |                     |           |
| 7          | Baghdad Bounedjah             | 30.11.1991   | al-Sadd Sports Club | 5                | 0                   |           |
| 9          | Mohammed Benkablia            | 02.02.1993   | JS Kabylie          | 0                | 0                   |           |
| 10         | Abderrahmane Meziane-Bentahar | 07.03.1994   | USM Algier          | 0                | 0                   |           |
| 11         | Zakaria Haddouche             | 19.08.1993   | ES Sétif            | 0                | 0                   |           |
| 13         | Oussama Darfalou              | 26.09.1993   | USM Algier          | 0                | 0                   |           |

#### Spiele
- 04. August 2016: Honduras – Algerien in Rio de Janeiro (Olympiastadion)
- 07. August 2016: Argentinien – Algerien in Rio de Janeiro (Olympiastadion)
- 10. August 2016: Algerien – Portugal in Belo Horizonte

### 2021
- Olympia-Qualifikation über die afrikanische U-23-Meisterschaft:
  - 2. Runde:
    - 23. März 2019: Äquatorialguinea U-23 – Algerien U-23 0:0 (in Malabo)
    - 26. März 2019: Algerien U-23 – Äquatorialguinea U-23 3:1 (in Algier)

  - 3. Runde:
    - 6. September 2019: Ghana U-23 – Algerien U-23 1:1 (in Accra)
    - 10. September 2019: Algerien U-23 – Ghana U-23 0:1 (in Sétif)

Algerien konnte sich nicht für die Afrikameisterschaft und damit auch nicht für die Olympischen Spiele in Tokio qualifizieren.

### 2024
- Olympia-Qualifikation über die afrikanische U-23-Meisterschaft:
  - 2. Runde:
    - 23. Oktober 2022: DR Kongo U-23 – Algerien U-23 4:1 (in Kinshasa)
    - 30. Oktober 2022: Algerien U-23 – DR Kongo U-23 3:1 (in Sétif)
    - Da die DR Kongo einen nicht spielberechtigten Spieler eingesetzt hatte, wurden die Ergebnisse annulliert und Algerien erreichte die dritte Runde.[3]

  - 3. Runde:
    - 24. März 2023: Algerien U-23 – Ghana U-23 1:1 (in Annaba)
    - 28. März 2023: Ghana U-23 – Algerien U-23 1:0 (in Kumasi)

Algerien konnte sich nicht für den U-23-Afrika-Cup 2023 und damit auch nicht für die Olympischen Spiele in Paris qualifizieren.

## Trainer
- 1980: Mahieddine Khalef
- 2016:  Pierre-André Schürmann

## Beste Torschützen
1. Lakhdar Belloumi (1980) und Sofiane Bendebka (2016) 2 Tore
2. Rabah Madjer, Chaabane Merzekane (beide 1980) und Baghdad Bounedjah & Mohamed Benkablia (beide 2016) je 1 Tor

## Bekannte Spieler
- Salah Assad 1980 (WM-Teilnehmer 1982, 2 Tore)
- Lakhdar Belloumi 1980, Qualifikation 1984 (WM-Teilnehmer 1982, Torschütze beim 2:1 gegen Deutschland)
- Tedj Bensaoula 1980, Qualifikation 1984 (WM-Teilnehmer 1982)
- Ali Fergani  1980 (WM-Teilnehmer 1982 )
- Rabah Madjer 1980, Qualifikation 1984 (WM-Teilnehmer 1982, Torschütze beim 2:1 gegen Deutschland)